# Híres tuvaluiak listája
Ez a lista Tuvalu híres embereit sorolja fel. Jelenleg kizárólag politikusok találhatók rajta.
- Ionatana Ionatana
- Kamuta Latasi
- Toaripi Lauti
- Tupua Leupena
- Faimalaga Luka
- Tulaga Manuella
- Bikenibeu Paeniu
- Seve Paeniu
- Tomasi Puapua
- Tomu Sione
- Saufatu Sopoanga
- Koloa Talake
- Filoimea Telito
- Fiatau Penitala Teo
- Maatia Toafa
- Lagitupu Tuilimu
- Apisai Ielemia